# Esjan
Esjan nebo také Esja je horský hřbet na poloostrově Kjalarnes na jihozápadě Islandu, jehož nejvyšším vrcholem je Hábunga, vysoká 914 m n. m. Je tvořen vyhaslou sopkou o stáří přibližně tří milionů let, hlavními horninami jsou tuf a čedič; v místě zvaném Móskarðshnúkar se nacházejí nápadně světlé ryolitové skály. Hora je vzdálena deset kilometrů od Reykjavíku, je charakteristickou dominantou hlavního města a vyhledávaným turistickým cílem, na jejím vrcholu byl postaven televizní vysílač, v létě se zde konají koncerty v přírodě.